# Don’t Bother
«Don’t Bother» (рус. Не волнуйся) — первый сингл колумбийской певицы Шакиры из её седьмого студийного альбома Oral Fixation, Vol. 2 (2005), выпущенный 4 октября 2005 года. Песня написана Шакирой, Лорен Кристи, Грехэмом Эдвардсом и Скоттом Споком, и спродюсирована Шакирой. «Don’t Bother» — это песня, написанная под влиянием рок-музыки, в которой Шакира уверяет своего бывшего любовника в том, что она не нуждается в его симпатии и может двигаться дальше без него.
После выпуска, сингл получил смешанные отзывы от музыкальных критиков, которые хвалили вокал певицы, но чувствовали, что текст песни странный. Коммерчески, трек занял неплохие места в чартах, попав в первую десятку в таких странах как Австрия, Германия, Италия, Швейцария и Великобритания. В США песня достигла #42 в чарте Billboard Hot 100 и #25 в чарте Billboard Mainstream Top 40. Позже, «Don’t Bother» получила золотую сертификацию от Американской ассоциации звукозаписывающих компаний (RIAA) с количеством цифровых загрузок 500 000 единиц. Для дополнительного продвижения сингла, Шакира исполняла песню на различных церемониях и реалити-шоу, а также включила её в сет-лист тура Oral Fixation Tour.

## Список композиций
- CD single[2]

1. «Don’t Bother» — 4:17
2. «No» featuring Gustavo Cerati (Album Version) — 4:45
3. «Don’t Bother» (Jrsnchz Main Mix) — 5:34
4. «No» featuring Gustavo Cerati (Music video)

- Digital download

1. «Don’t Bother» — 4:17

## Чарты и сертификации
| Чарт (2005)                         | Высшая позиция |
| ----------------------------------- | -------------- |
| Австралия (ARIA)                    | 30             |
| Австрия (Ö3 Austria Top 40)         | 6              |
| Бельгия/Фландрия (Ultratop 50)      | 28             |
| Бельгия/Валлония (Ultratop 50)      | 32             |
| Чехия (Rádio — Top 100)             | 7              |
| Дания (Tracklisten)                 | 14             |
| Финляндия (Suomen virallinen lista) | 4              |
| Франция (SNEP)                      | 24             |
| Германия (GfK)                      | 7              |
| Венгрия (Rádiós Top 40)             | 6              |
| Венгрия (Single Top 40)             | 5              |
| Ирландия (IRMA)                     | 13             |
| Италия (FIMI)                       | 8              |
| Нидерланды (Single Top 100)         | 15             |
| Норвегия (VG-lista)                 | 6              |
| Швеция (Sverigetopplistan)          | 28             |
| Швейцария (Schweizer Hitparade)     | 8              |
| Великобритания (OCC UK Singles)     | 9              |
| США (Billboard Hot 100)             | 42             |
| США (Billboard Pop Airplay)         | 25             |

| Страна (2006) | Позиция |
| ------------- | ------- |
| Австрия       | 73      |
| Венгрия       | 68      |
| Швейцария     | 91      |

| Регион               | Сертификация | Кол-во продаж |
| -------------------- | ------------ | ------------- |
| United States (RIAA) | Gold         | 500,000       |